# Wahlern
Wahlern var en kommun i distriktet Bern-Mittelland i kantonen Bern, Schweiz.
Kommunen bildade 1 januari 2011 tillsammans med Albligen den nya kommunen Schwarzenburg. I kommunen fanns även byarna Lanzenhäusern, Mamishaus och Milken.
Wahlern är namnet på en kyrka  strax nordöst om kommunens centralort Schwarzenburg. 